# Charles Joseph Dupont
Charles Joseph Dupont (ur. 30 października 1863 w Nancy, zm. 29 grudnia 1935 w Paryżu) – francuski generał; kawaler krzyża Orderu Virtuti Militari i Orderu Odrodzenia Polski.
W wieku 19 lat wstąpił do paryskiej École polytechnique, następnie rozpoczął służbę wojskową w artylerii. W stopniu kapitana został skierowany do École supérieure de guerre; w 1906 roku jako dowódca batalionu został kawalerem Legii Honorowej.
W stopniu pułkownika w 1913 został szefem wywiadu wojskowego armii francuskiej. Rozpracował niemieckie plany broni chemicznej przenoszonej pociskami artyleryjskimi oraz odkrył niemieckie plany ataku pod Verdun. Otrzymał za to w 1915 oficerską Legię Honorową, rok później awans na generała brygady.